# 유민석
유민석(1944년 1월 22일 ~ )은 대한민국의 성우이다. 1965년 연극 배우로 활동하다가 1968년 DBS에 입사했으며, 언론통폐합에 따라 현재는 KBS 10기이다. 한국방송 성우극회 소속.

## 주요 출연작품

### 애니메이션
- 달타냥의 모험(KBS) - 로슈포르 / 맨손
- 원피스(KBS) - 촌장
- 거북이 특공대(SBS) - 스플린터 사부
- 우주소년 아톰(SBS, 어린이TV) - 고명한 박사
- 날아라 번개호(SBS)
- 명탐정 코난(투니버스) - 마건태

### 애니메이션 영화
- 화성특공대(KBS)

### 영화
- 볼 폰(KBS)
- 타이타닉(KBS) - 러브조이(데이비드 워너)
- 의뢰인(SBS)
- 폴리스 스토리(SBS) - 판사(장충)
- 페이싱(SBS) - 앙리(장 베기기)
- 탱고(SBS)
- 마이티(SBS) - 맥스 외할아버지
- 물의 무게(KBS) - 판사
- 데블스 애드버킷(KBS)
- 셰익스피어 인 러브(KBS) - 틸리(사이먼 캘로우)
- 어 퓨 굿 맨(KBS) - 대령(존 M. 잭슨) / 스톤 중령(크리스토퍼 게스트) / 시민(해리 캐서)
- 더 셀(KBS)
- 레이디스 앤 젠틀맨(KBS) - 사장
- 퀵 앤 데드(KBS) - 에이스(랜스 헨릭슨) / 거츤(스벤-올리 도슨)
- 머니트레인(KBS)
- 줄리아(KBS) - 대쉬엘(제이슨 로버즈)
- 영광의 대가(KBS) - 차보
- 페어 게임(SBS) - 카작(스티븐 베코프)
- 스트레이트 스토리(KBS)
- 씨커(SBS) - 스완(데니스 호퍼)
- 사이렌스(SBS)
- 다이하드2(SBS) - 마빈(톰 바워)
- 미이라(KBS) - 알렌 챔벌레인(조너선 하이드)
- 아이 리멤버 에이프릴(KBS) - 에이브(팻 모리타)
- 역(KBS)
- 죽음의 표적(SBS)
- 춤추는 대수사선 THE MOVIE(KBS) - 간부(코우야마 시게루)
- 타임 투 킬(KBS) - 목사(팀 파라티) / 배심원(테리 로클린)
- 파라다이스 로드(KBS)
- 제너럴(KBS) - 검사
- 데스 워시4(SBS) - 자카(페리 로페즈)
- 토파즈(KBS) - 쿠즈노프
- 명탐정 디씨(KBS)
- 폴 뉴먼의 평결(KBS)
- 결전(KBS) - 상서대인(황일비)
- 심판(SBS)
- 시몬(KBS) - 맥스(프루이트 테일러 빈스)
- 알츠하이머 케이스(KBS) - 판 파리스(요한 반 아사체) / 요셉(빅 드 와쳐)
- 그 남자는 거기 없었다(KBS)
- 오르페브르 36번가(KBS) - 에디(다니엘 듀발)
- 어쌔신(KBS) - 알렌(스티브 카핸) / 은행장(악셀 앤더슨) / 택시 기사(존 라마르)
- 장고(KBS) - 잭슨(에두아르도 파야르도)
- 리오 그란데(KBS) - 셰리던 장군(J. 캐롤 나이쉬)
- 댈러웨이 부인(KBS) - 의사(로버트 하디)
- 졸업(KBS) - 초대 손님(로버트 P. 리브) / 이웃집 주인(노만 펠)
- 에어 아메리카(SBS) - 숭 장군(버트 쿼트)
- 제 17 포로 수용소(KBS) -  세르바하(오토 프리밍거)
- 밴드 비지트 - 어느 악단의 조용한 방문(KBS) - 투픽(새슨 가바이)
- X파일: 미래와의 전쟁(KBS) - 다리우스(테리 오퀸) / 콘랜드(아르민 뮐러슈탈)
- 엠마(KBS)
- 셰인(KBS)
- 스플래시(KBS) -  맥컬러(랜스 하워드) / 백화점 직원(제임스 리츠)
- 10(KBS) - 목사
- 아마데우스(KBS) - 폰 슈트라흐 백작(로더릭 쿡) / 대주교(니콜라스 켑로스)
- 나는 고백한다(KBS) - 밀레 신부(찰스 안드레)
- 라스베이거스 대부(KBS)
- 성의(SBS)
- 원초적 무기(SBS) - 웨스 루거(새뮤얼 L. 잭슨)
- 취권(SBS) - 이만호(풍경문)
- 랜섬(SBS)
- 보이즈 게임(KBS) - 멜로(제러미 애커먼)
- 석양의 무법자(KBS) - 센텐자 / 엔젤 아이즈(리 밴클리프)
- 사랑의 묘약(SBS)
- 가타카(KBS)
- 스카우트(KBS)
- 한나의 전쟁(KBS)
- 하드 레인(KBS)
- 빠삐용(KBS)
- 프리퀀시(SBS)
- 뉴욕 뉴욕(KBS)
- 비버리 힐스 캅 2(SBS) - 서장(앨런 가필드) / 로스(톰 바워)
- 응징자(KBS) - 뉴스 아나운서(래리 맥코믹) / 경관(콜린 롱)
- 파이널 디씨전(KBS) - 국무 장관(니콜라스 프라이어)
- 007 썬더볼 작전(KBS) - Q(데스몬드 레웰인)
- F학점 첩보원(KBS) - 교장 선생님(필립 스펜슬리)
- 하이 눈(KBS) - 위버(클리프 클락)
- 폭풍탈주(KBS) - 레리 딕커슨(클라베 하틀리) / 리(윌리엄 S. 윙)
- 슈퍼맨 4: 최강의 적(KBS) - 페리(재키 쿠퍼)
- 3:10 투 유마(KBS) - 웨더스(러스 레인스)
- 로마 제국의 멸망(KBS) - 베를루스(앤서니 퀘일)
- 이중 노출(KBS) - 오마르(빙 레임스)
- 빅 트러블(SBS) - 에그(황자강)
- 로보캅 3(KBS) - 도널드 존슨(펠튼 페리)

### 외화
- 와호장룡(KBS)
- X파일(KBS) - 목소리(제리 하딘)
- 칭기즈칸(KBS) - 샤리투
- 타임 트랙스(SBS) - 보안관(브라이언 맥더멋)

### 방송
- KBS 무대 10년(모차르트 듣는 여자)(KBS 제2라디오)
- KBS 라디오 극장 10년(덕혜옹주)(KBS 라디오) - 한창수
- KBS 라디오 극장 10년(살아있는 날의 시작)(KBS 라디오)
- KBS 라디오 극장 10년(능수엄마)(KBS 라디오)
- 연속낭독(기적은 당신안에 있습니다)(KBS 제3라디오)
- 연속낭독(맑고 향기롭게)(KBS 제3라디오)

### 배우로 출연
- 결혼전야 - 건호 부모 역
- 고산자, 대동여지도 - 김판수 역
- 강철중: 공공의 적 1-1 - 김도식 역
- 거룩한 계보 - 판사 역
- 바르게 살자 - 교통과장 역
- 체포왕 - 연남지구대장 역
- 간 큰 가족 - 박노인 역